# Lure of the Temptress
Lure of the Temptress – komputerowa gra przygodowa stworzona przez firmę Revolution Software i wydana w 1992 roku przez Virgin Interactive Entertainment dla komputerów Amiga, Atari ST oraz PC.
Jest to pierwsza gra firmy, w której zastosowany został system Virtual Theatre, dający postaciom niezależnym element losowości w ich poczynaniach, przy równoczesnym zaprogramowaniu rutynowych zajęć i interakcji z innymi postaciami. Silnik gry został przystosowany do działania w wirtualnej maszynie ScummVM, dzięki czemu można uruchomić go na współczesnych platformach. 

## Gra
Akcja gry rozgrywa się w średniowiecznym świecie fantasy, w mieście Turnvale. Głównym bohaterem jest młody rycerz o imieniu Diermot, królewski giermek. Zła czarodziejka Selena zabiła króla, a jego samego wrzuciła do lochu. Diermot musi najpierw uciec, a następnie powstrzymać czarownicę. W swojej przygodzie gracz nie pozostaje osamotniony. Będą mu pomagać napotkane postaci, w tym m.in. uratowany przez gracza chłopak o imieniu Ratpouch.
W dniu 1 kwietnia 2003 roku firma Revolution Software udostępniła grę do darmowego pobrania.